# Liberation Route Europe

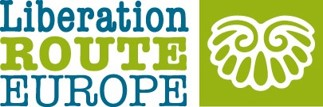
Logo Liberation Route

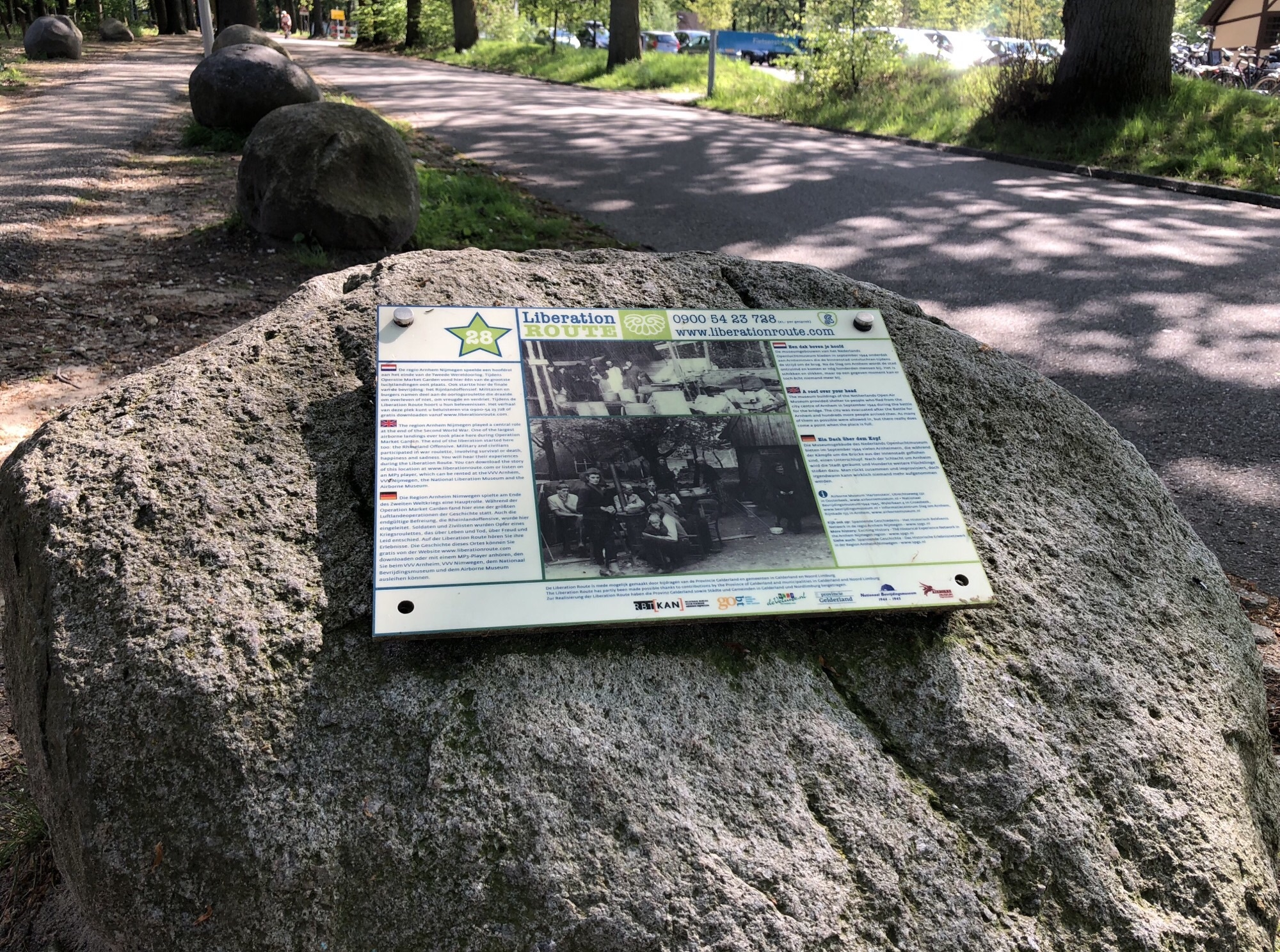
Kei bij het Nederlands Openluchtmuseum.

De Liberation Route Europe is de route die de geallieerden in de Tweede Wereldoorlog volgden tijdens de bevrijding van Europa. De route loopt van Normandië via Nijmegen en Arnhem over de Zuid-Veluwe richting Berlijn. De route werd in 2019 erkend als Europese Culturele Route van de Raad van Europa.

## Nederland
In 2008 werd in Nederland begonnen met het zichtbaar maken van een deel van de Liberation Route Europe aan de hand van zogeheten 'luisterkeien'. Het uitzetten van deze route begon in Gelderland en later kwamen er locaties in Noord-Brabant, Zeeland en Limburg bij. Tussen Valkenswaard en Elburg geven 82 veldkeien aan waar zich de luisterplekken bevinden.
Per regio zijn routes uitgezet voor wandelaars, fietsers en auto's en er zijn educatieve lespakketten beschikbaar.

## België
De delen van de Liberation Route Europe in België lopen onder andere langs het Mons Memorial Museum, het Koninklijk Museum van het Leger en de Krijgsgeschiedenis, de Kazerne Dossin - Memoriaal, museum en documentatiecentrum over Holocaust en Mensenrechten, het Fort van Breendonk, de Duitse militaire begraafplaats in Lommel, de Poolse militaire begraafplaats in Lommel, Joe's Bridge, Museum Liberation Garden in Leopoldsburg, de Bastogne Barracks, het Bastogne War Museum,het Mardasson Memorial, de Amerikaanse militaire begraafplaats Henri-Chapelle,... 

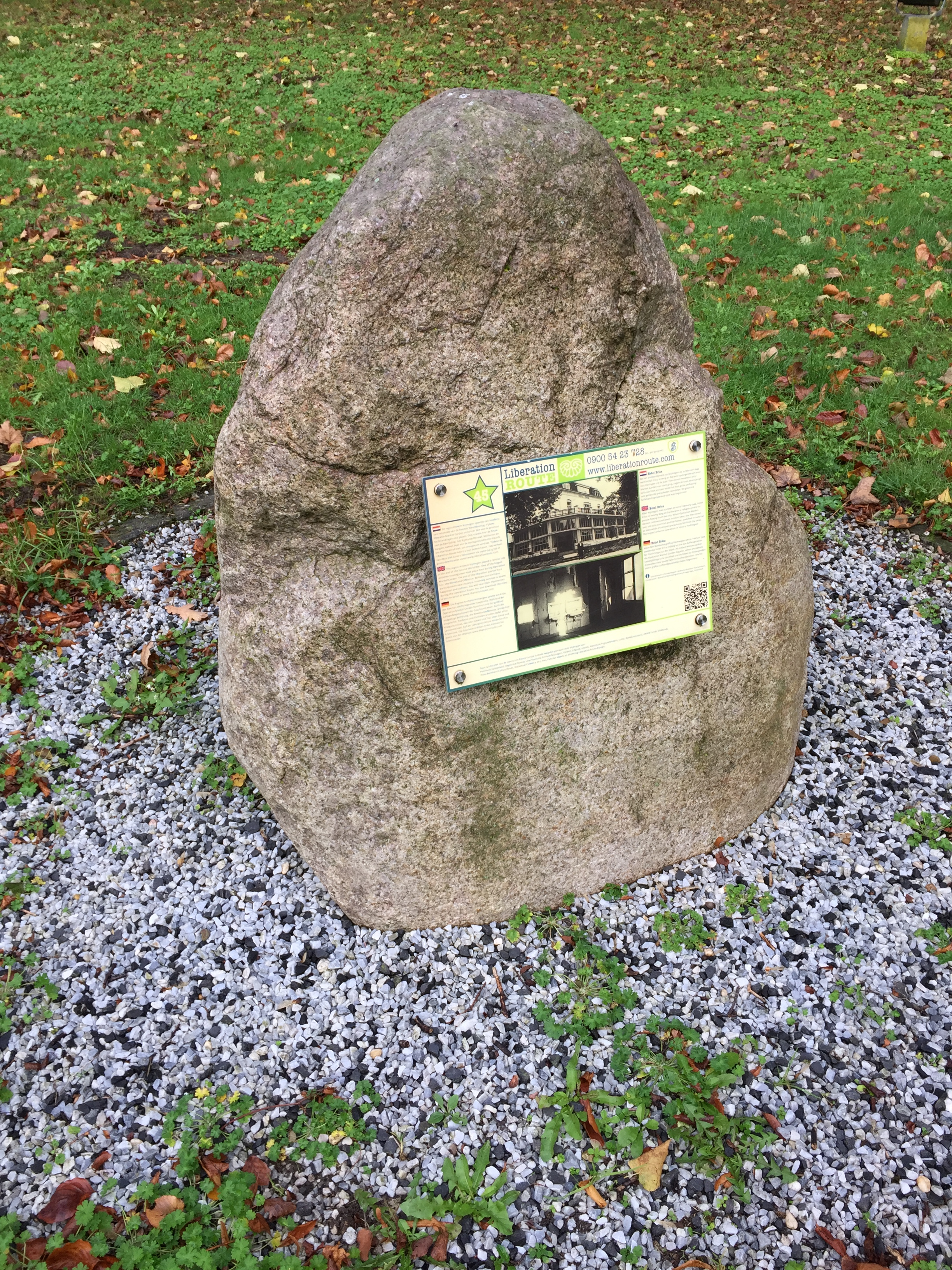
Monument Liberation Route Marker 45 (Molenbosweg 17, Berg en Dal
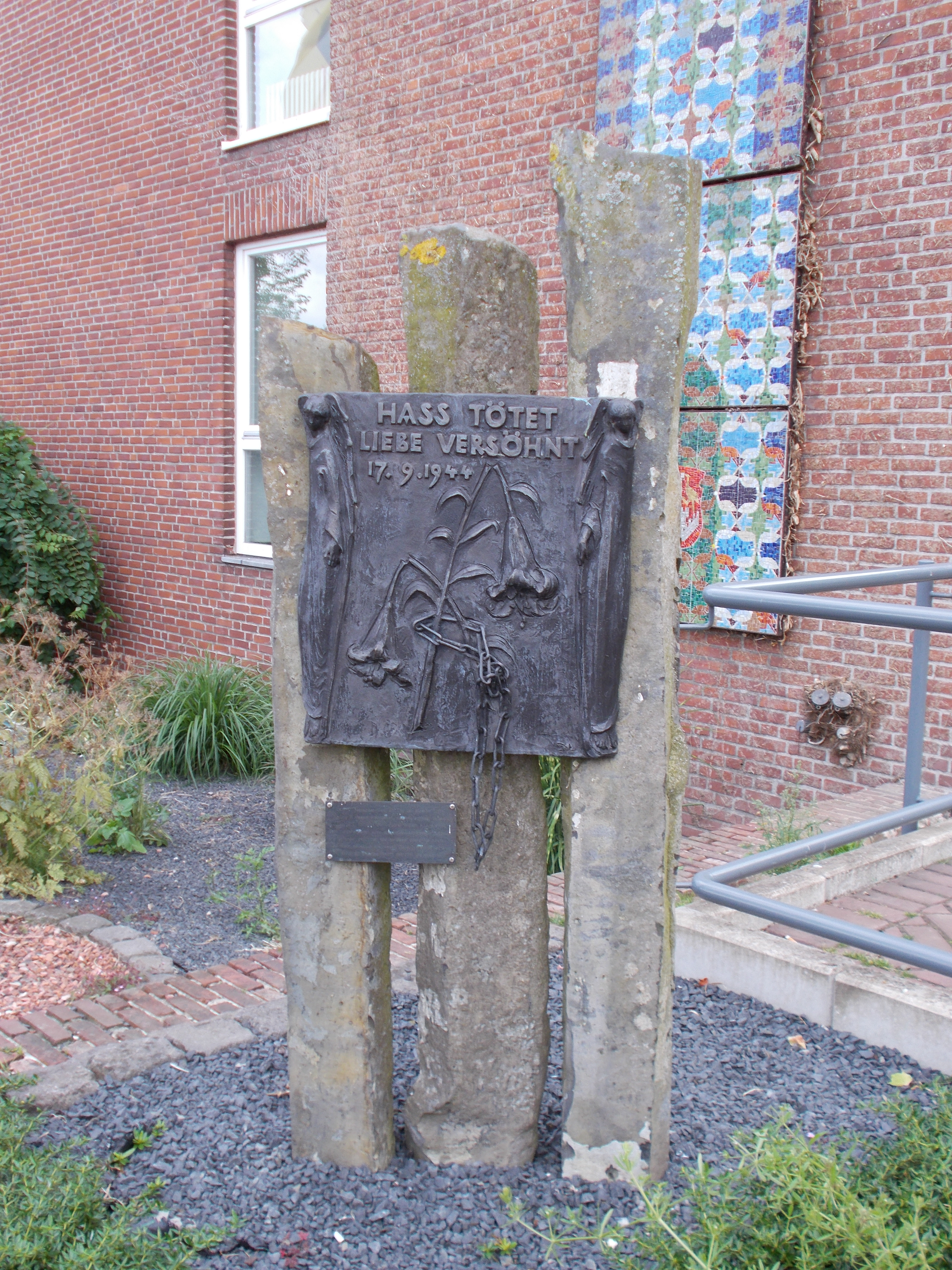
Hasse tötet, Liebe versöhnt (Kranenburg)
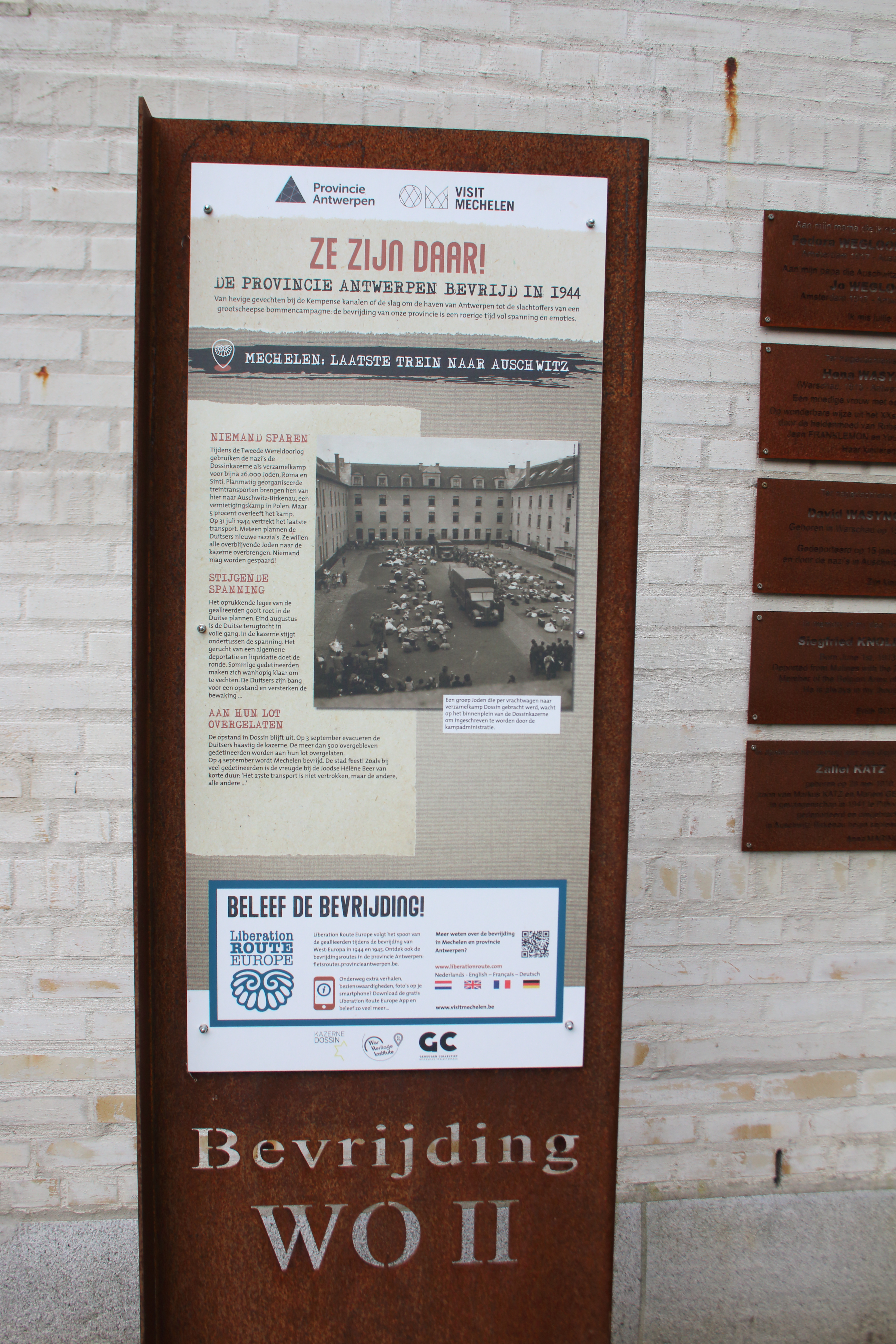
Kazerne Dossin in Mechelen
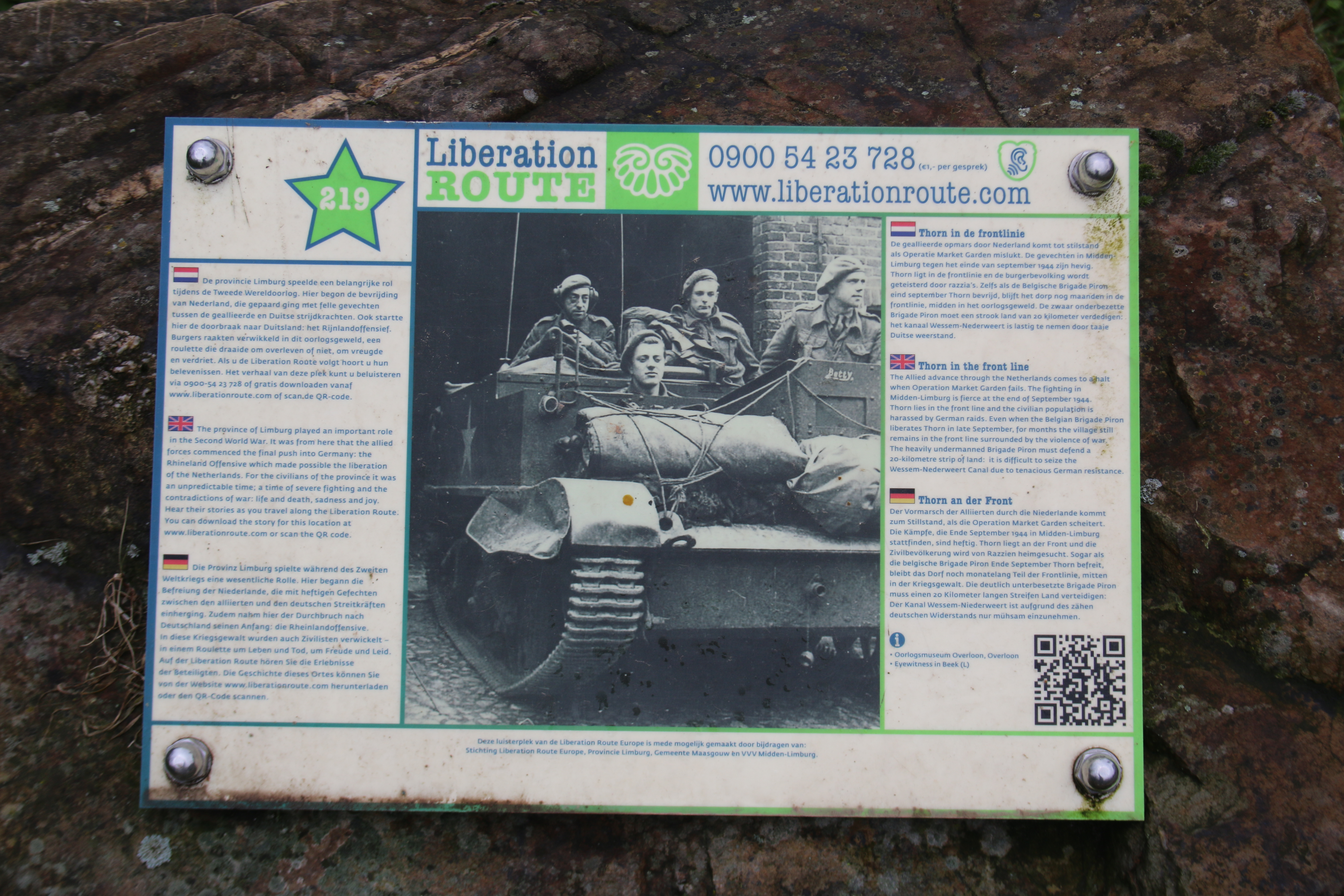
Thorn
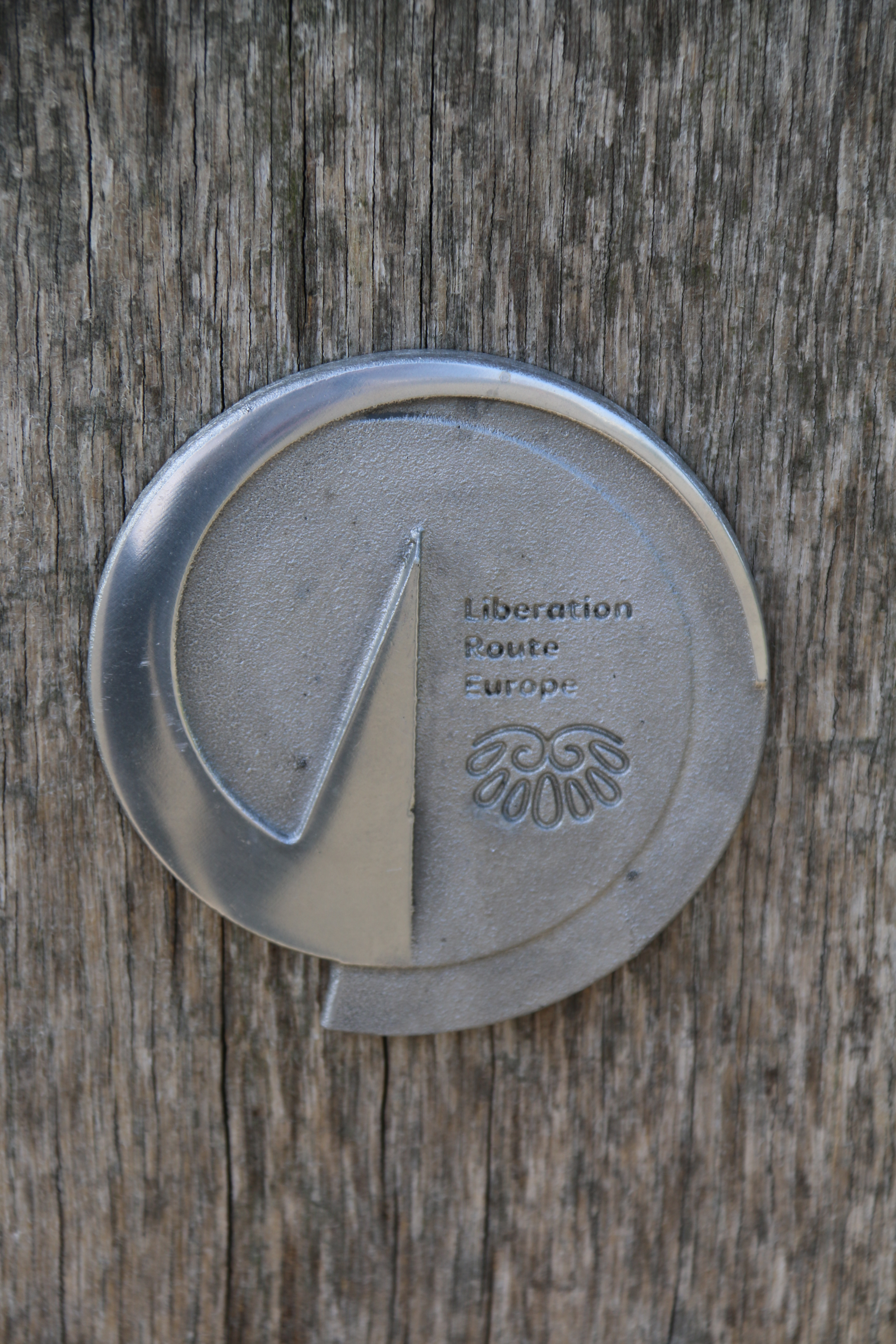
plaquette van Liberation Route Europe